# Jerry Trimble
Jerry Trimble (Newport, 14 maggio 1961) è un attore, artista marziale e stuntman statunitense.

## Biografia
Nato il 14 maggio 1961 a Newport, Jerry Trimble prima di cominciare la carriera di attore è stato campione di taekwondo e kickboxing, e in quest'ultima disciplina ha vinto il titolo mondiale per ben due volte .
Trimble ha partecipato a moltissimi film spesso d'azione e arti marziali a basso costo tra la fine degli anni 80 e gli anni 90: inizialmente è stato stuntman, per poi ricoprire ruoli più o meno importanti. Lo si può ricordare nelle pellicole Il re dei kickboxers, Heat - La sfida, Charlie's Angels, Today You Die, The Green Hornet, Mission: Impossible III, The Green Hornet .

## Vita privata
È sposato con l'attrice connazionale Ami Dolenz. La coppia risiede a Vancouver in Canada.

## Filmografia parziale

### Cinema
- Il re dei kickboxers (The King of the Kickboxers), regia di Lucas Lowe (1990)
- Heat - La sfida (Heat), regia di Michael Mann (1995)
- Charlie's Angels, regia di McG (2000)
- Today You Die, regia di Don E. FauntLeRoy (2005)
- La guerra dei mondi (War of the Worlds), regia di Steven Spielberg (2005)
- Mission: Impossible III, regia di J. J. Abrams (2006)
- The Green Hornet, regia di Michel Gondry (2011)

### Televisione
- Dove rimane il cuore (When Sparks Fly), regia di Gary Yates - film TV (2014)
- iZombie - serie TV, episod 2x05-2x06 (2015)
- The Flash - serie TV, episodio 1x12 (2015)
- Riuniti a Natale (A Firehouse Christmas), regia di George Erschbamer – film TV (2016)
- Chesapeake Shores - serie TV, 9 episodi (2017-2019)
- Supernatural - serie TV, episodio 12x02 (2017)
- Travelers - serie TV, episodio 2x09 (2017)
- Kung Fu - serie TV, episodio 2x07 (2022)
- Un miracolo sotto l'albero (Christmas Bedtime Stories), regia di Alysse Leite-Rogers - film TV (2022)

## Doppiatori italiani
Nelle versioni in italiano delle opere in cui ha recitato, Jerry Trimble è stato doppiato da:
- Massimo De Ambrosis in Heat - La sfida
- Alessandro Ballico in The Flash
- Sergio Luzi in Riuniti a Natale
- Saverio Indrio in Supernatural
- Antonio Palumbo in Travelers